# Хопф, Герман
Герман Хопф (нем. Hermann Hopf; 8 января 1871, Веймар — после 1928) — немецкий виолончелист.
В 1885—1889 гг. учился в Веймарской консерватории у Леопольда Грюцмахера. После этого проходил военную службу в Мангейме.
В 1891—1893 гг. солист оркестра Гёрлицкого городского театра, в 1894 г. в придворной капелле в Бадене. В 1895—1914 гг. солист Кёнигсбергского городского театра, играл также в струнном квартете Макса Броде, преподавал в консерватории Эмиля Кюнса. В 1902—1914 гг. играл в оркестре Байройтского фестиваля. После Первой мировой войны продолжал выступать как ансамблист — в том числе, в начале 1920-х гг., в составе трио с Кэте фон Гизицки (фортепиано) и Габриэлой Витровец (скрипка) и в струнном квартете Густава Хавемана; в составе последнего участвовал в премьере Серенады Op. 4 Эрнста Кшенека и струнного квартета Op. 4 Алоиса Габы на первом Фестивале новейшей музыки в Донауэшингене (1921). В 1925 г. выступил как солист с Берлинским филармоническим оркестром.
Записал «Грёзы» Роберта Шумана (из цикла «Детские сцены») и менуэт Луиджи Боккерини в составе фортепианного трио с Иболькой Цильцер (скрипка) и Манфредом Гурлиттом (фортепиано), пьесы Бетховена и Мендельсона с Робертом Цейлером (скрипка) и Бруно Зайдлер-Винклером (фортепиано).
Написал Элегию для виолончели с оркестром (впервые исполненную Григорием Пятигорским), ряд небольших камерных сочинений.
Жена — Анна Хопф-Гайдель (нем. Anna Hopf-Geidel; 1872—?), арфистка, первая женщина в оркестре Байройтского фестиваля (1906).